# Radioåret 2015

## Händelser
- 1 januari – Sveriges Radio firar 90-årsjubileum. Firandet pågår under hela året.[1]
- Juli - Radiostationen B92 i Belgrad slutar förmedla nyheter, och övergår till att enbart spela musik.[2]
- 23 augusti - 27 december – Humorprogrammet Mammas nya kille sänder en ny säsong.[3]

### Fotnoter
1. ↑  ”Sveriges Radio 90 år”. Sveriges Radio. 13 mars 2012. http://sverigesradio.se/sida/avsnitt/480337?programid=3765. Läst 26 februari 2015.
2. ↑  ”Inga fler nyheter av legendaren B92” (på svenska). Östgötacorrespondenten. 10 juli 2015. Arkiverad från originalet den 8 augusti 2015. https://web.archive.org/web/20150808184601/http://www.corren.se/nyheter/varlden/inga-fler-nyheter-av-legendaren-b92-8250969.aspx. Läst 25 april 2015.
3. ↑  ”Alla avsnitt - Mammas Nya Kille”. Sveriges Radio. http://sverigesradio.se/sida/avsnitt?programid=2399. Läst 27 juli 2017.